# 소사읍
소사읍(素砂邑)은 경기도 부천군에 있었던 행정 구역이다. 현재 경기도 부천시 중남부(오정구 지역 및 도당동, 약대동 제외)와 서울특별시 구로구의 안양천 서부 일대에 해당한다.

## 연혁
- 본래 부평군 수탄면(水呑面), 옥산면(玉山面), 석천면(石川面)이었는데, 1914년 합면으로 부천군 계남면(桂南面)이 되었다.[1][2]

| 조선총독부령 제111호 |                                                        |                      |                                                                                |
| 구 행정구역 (부평군) | 구 행정구역 (부평군)                                   | 신 행정구역 (부천군) | 신 행정구역 (부천군)                                                           |
| 석천면               | 구지리, 상리, 중리, 심곡리                             | 계남면               | 구지리(송내동), 상리, 중리, 심곡리                                             |
| 옥산면               | 표절리, 조종리, 벌응절리, 항리, 괴안리, 소사리, 범박리 | 계남면               | 표절리(춘의동), 조종리(원미동), 벌응절리(역곡동), 항리, 괴안리, 소사리, 범박리 |
| 수탄면               | 고척리, 개봉리, 오류리, 궁리, 온수리, 천왕리           | 계남면               | 고척리, 개봉리, 오류리, 궁리, 온수리, 천왕리                                   |
- 1931년 4월 1일 소사면(素砂面)으로 이름이 바뀌었고, 1941년 10월 1일 소사읍으로 승격하였다.
- 1962년 12월 12일 소사읍 고척리·개봉리·오류리·궁리·온수리·천왕리·항리의 7개 리가 서울특별시 영등포구에 편입되었다.[3]
- 1973년 7월 1일 부천군이 폐지되면서 소사읍(잔여 지역)이 부천시로 승격하였다.